# Castelnuovo (Assisi)
Castelnuovo è una frazione del comune di Assisi (PG).
Dista da Assisi circa 9 km ed è situato a sud-est di Santa Maria degli Angeli. Confina con i territori di altre 2 frazioni assisane, Tordandrea ad ovest e Rivotorto ad est e, a sud, con il comune di Cannara. Si trova ad un'altezza di 185-210 m s.l.m.. Il più importante corso d'acqua è il torrente Ose che segna il confine tra Castelnuovo e Cannara.
Secondo i dati Istat del 2001, è popolato da 754 abitanti.

## Storia
Sorge lungo una strada che circa duemila anni fa metteva in comunicazione Assisi con un centro che sorgeva nei pressi dell'odierno Collemancio. Questa via, che veniva chiamata Petrosa, è ancora bene identificabile in tutto il suo tracciato.
Si presume che questa strada risalga al tempo dell'Antica Roma, dato che lungo di essa, sono state via via trovate numerose lapidi.
Si conosce l'esistenza di un castello in questa zona sin dal 1056, chiamata anticamente Fratticiola, appartenente alle tenute del longobardo Lupo di Monaldo, un nobile spoletino.

## Economia
Il territorio, prevalentemente pianeggiante, è sfruttato per produzioni agricole. Una delle attività più importanti era la coltivazione della saggina che veniva usata per la produzione e vendita di scope.
Ogni anno, nella seconda metà del mese di maggio, si festeggia il patrono, san Pasquale Baylon. In questa occasione c'è un periodo di festa generalmente lungo una decina di giorni.

## Monumenti e luoghi d'arte
- Castello di Castelnuovo (XII secolo). Viene menzionato per la prima volta in un atto ufficiale dell'anno 1056. In un documento del 1425 risultava l'esistenza di un fossato intorno ad esso.
- Chiesa castellana di Santa Lucia, chiamata precedentemente chiesa di San Girolamo. In questa chiesetta, all'inizio del Novecento, vennero alla luce importanti affreschi del XV e XVI secolo. Come da tradizione, ogni 13 dicembre, vi si celebra la festa della Santa, cui la chiesa è dedicata.
- Chiesa parrocchiale, inaugurata il 21 ottobre 1961.

## Sport
Ogni anno, dal 2011 in poi, viene organizzata la gara podistica "Corsa dello Scopetto" di 7 km, in occasione della festa patronale di San Pasquale.

### Associazioni sportive
- Polisportiva Castelnuovo

### Impianti sportivi
- Campo da calcio
- Campo da tennis